# Ludvig Brandstrup (skuespiller)
 Der er flere personer med dette navn, se Ludvig Brandstrup (billedhugger).
Ludvig Johannes Brandstrup (20. august 1892 på Frederiksberg – 27. juni 1949 i København) var en dansk skuespiller, viseforfatter, tekstforfatter, revyforfatter med videre født på Frederiksberg. Havde en markant gennemslagskraft på revyscenerne i perioden mellem 1. og 2.verdenskrig og lancerede mange revyviser helt frem til sin død i 1949. De fleste af hans pladeindspilninger kan genhøres på CD-serien "Den Danske Revy 1900-1950"
Gift med skuespillerinden Annsofia Brandstrup og Ann-Sofi Norin, (mor til den senere skuespiller Gull-Maj Norin).

## Blandt hans film kan nævnes
- København, Kalundborg og - ? (1934)
- Cirkus-Revyen (1936)
- Cocktail (1937)
- Pas på svinget i Solby (1940)
- Familien Olsen (1940)
- Op med humøret (1943)
- Når katten er ude (1947)

## Blandt hans viser kan nævnes
- Maggidudi og jeg (1923)
- Du gamle måne (1924)
- Hils fra mig derhjemme
- Hvor er du nu (1925)
- Mit livs eventyr (1925)
- Mor er ikke hjemme (1926)
- Pige træd varsomt (1926)
- Tre røde roser (1931)
- I den mellemste køje (1933)
- Molak molak mak mak mak (1937)
- Lille lise let på tå
- Han har min sympati
- Lille sommerfugl
- Swing it hr lærer
- Vil du sænke dit øje
- Adrienne
- Så tør han ikke komme hjem til sin mor
- Hen te' kommoden og te'bavs igen
- Luk dine små uskyldige øjne

## Blandt hans viser skrevet sammen medPoul Henningsenkan nævnes
- Iti-itu-i tusinde stykker (1939)
- Sæt et kryds (1939)
- Der bor en længsel i mit bryst (1939)
- Stop hjerte hold op at slå (1939)
- Så kan det Kraft-Peter-Femøre (1939)
- Lille Emma (1939)